# Slovenski ščipalec
Slovenski ščipalec (znanstveno ime Euscorpius gamma) je vrsta ščipalca iz družine Euscorpiidae, razširjen v delu Južne in Srednje Evrope. Zraste do 32 mm v dolžino in je temne barve, a ga je po telesni zgradbi izredno težavno ločiti od nekaterih sorodnih vrst, s katerimi tvori »kompleks Euscorpius mingrelicus«. Ima razmeroma blag strup, poleg tega ne velja za agresivnega, zato človeku ni nevaren. Do zdaj je bil najden v Avstriji, Italiji, Sloveniji in na Hrvaškem, pri čemer je v Sloveniji splošno razširjen. Pogost je tudi v Kamniških Alpah in Karavankah na jugovzhodu avstrijske Koroške, kjer Drava predstavlja severno mejo razširjenosti.
Živi v vlažnih habitatih, kjer se zadržuje v špranjah med lubjem, pod kamni ipd.

## Taksonomija
Takson je bil sprva opisan kot podvrsta gozdnega ščipalca (Euscorpius germanus), po primerkih, nabranih na jugozahodu Slovenije in vzhodu Italije.
Za gozdnega ščipalca je takrat veljalo, da je razširjen čez velik del Evrope, vse od Italije do Kavkaza. V kasnejši taksonomski reviziji je bila vrsta Euscorpius mingrelicus vključno s podvrsto E. m. gamma oddeljena od vrste Euscorpius germanus, vendar so tudi kasneje zbrane primerke slovenskega ščipalca zaradi velike podobnosti drugi avtorji še vedno prepoznavali kot gozdnega ščipalca. Primerki se namreč ločijo zgolj po mikroskopskih morfoloških znakih, kot sta število in razporeditev čutilnih dlak (trihobotrijev) na pedipalpih, pa še ta razlika je očitna le po statistični analizi.
Leta 2000 pa je skupina taksonomov z več molekularnimi metodami odkrila, da se po molekularnih znakih slovenski ščipalec jasno loči od drugih podobnih ščipalcev, zato so podvrsto Euscorpius germanus gamma povzdignili v status vrste. Za tipski primerek so določili samico iz zbirke zoološkega muzeja »La Specola« Univerze v Firencah, nabrano ob izlivu reke Rižane v slovenskem delu Istre.